# اوستریکوواتس
اوستریکوواتس (صربی: Ostrikovac}} یک منطقهٔ مسکونی در صربستان است که در Pomoravlje District واقع شده‌است.
 اوستریکوواتس  ۵۷۴ نفر جمعیت دارد.